# Museum Herisau
Das Museum Herisau befindet sich in Herisau im Kanton Appenzell Ausserrhoden in der Schweiz. Es befasst sich mit der Kulturgeschichte des Kantons vom Mittelalter bis zur Gegenwart.

## Geschichte
Der «Historische Verein Herisau und Umgebung» wurde 1946 gegründet. Erster Präsident war Albert Kläger (1906–1998), er blieb bis 1991 im Amt. Das Ziel des Vereins war ein Museum, um bedeutende kulturgeschichtliche Objekte aus dem Kanton zu sammeln und damit ihren Verkauf an auswärtige Interessenten zu verhindern. Der Vorläufer des Historischen Vereins waren die «Burgenfreunde Herisau», die in den 1930er-Jahren die beiden Burgruinen Rosenberg und Rosenburg ausgraben und sichern liessen. Die archäologischen Grabungsfunde gehören zum Grundstock der Sammlung. Dieser wurde ergänzt durch Appenzeller Kulturgut (bemalte Möbel, Osterschriften, Produkte aus Handweberei und Stickerei etc.) und durch Objekte zur Kantonsgeschichte (Landbücher, Karten, Münzen etc.).
Von 1947 bis 1967 war das «Heimatmuseum» im Parterre des Hauses zum Baumgarten untergebracht, ab 1951 wurde im ehemaligen Ratssaal im Alten Rathaus am Platz die Waffensammlung ausgestellt. Bis das ganze Museum dorthin umziehen konnte, brauchte es einige Überzeugungsarbeit. Am 4. November 1967 wurde das Museum Herisau im Alten Rathaus eröffnet.
Neben dem Museumsbetrieb organisierte der Historische Verein auch Vorträge zu regionalgeschichtlichen Themen und Exkursionen zu auswärtigen Baudenkmälern. Unter dem neuen Präsidium von Peter Witschi konzentrierte sich der Verein ab den 1990er-Jahren vermehrt auf die lokale und kantonale Geschichte. Dies geschah im Museum selbst, in Forschungsarbeiten sowie mit historischen Führungen durch Herisauer Quartiere. 1995 kam eine Aussenstelle im Alten Rathaus im Weiler Schwänberg mit einer Ausstellung über die Entwicklung der Streusiedlung dazu. In den Jahren 1997 bis 2004 wurde das Museum nach und nach saniert, eine Heizung eingebaut und die Ausstellung umgestaltet. Der Fokus verschob sich von Mittelalter, Barock und Biedermeier hin zur Kultur des 19. und 20. Jahrhunderts. In Abgrenzung zum Brauchtumsmuseum in Urnäsch und zum Volkskunde-Museum in Stein konzentrierte sich das Museum Herisau fortan auf die bürgerlich und industriell geprägten Lebenswelten des Kantons Appenzell Ausserrhoden. Sonderausstellungen nahmen unterschiedlichste Themen zur kantonalen Wirtschafts-, Sozial- und Mentalitätsgeschichte auf und stiessen Publikationen und eine Erweiterung der Sammlung an.
2003 erhielt das Museum ein Robert-Walser-Zimmer. Dieses geht auf eine Forschungsarbeit von Vereinspräsident und Staatsarchivar Peter Witschi und Vorstandsmitglied Barbara Auer zu den Herisauer Jahren des Schriftstellers zurück. Zudem erwarb das Museum eine grosse Sammlung mit Erstausgaben, Widmungen und Raritäten, darunter zum Beispiel den Band Poetenleben mit einer handschriftlichen Widmung Walsers an seine Lieblingsschwester. Der seit 1986 bestehende Robert-Walser-Pfad wurde erweitert und mit der Ausstellung im Museum verknüpft.
Ab 2006 hat sich das Museum professionalisiert. Es wurde eine Kuratorenstelle geschaffen, und die Museumspädagogik wurde mit Angeboten für Schulklassen und einem speziellen Rundgang für Kinder ausgebaut. Zu seinem 75-jährigen Bestehen 2022 schuf das Museum Herisau neue digitale Angebote im Innen- und Aussenraum: einen Actionbound rund um Herisau mit dem «Herisäuli» für Familien und Schulklassen sowie ein Geocaching mit zehn Stationen. Ausserdem wurden im Museum ausgewählte Objekte jeweils mit einem QR-Code versehen, über den zusätzliche Informationen abrufbar sind.

## Gebäude
Das Rathaus wurde 1828 gebaut, die Pläne stammten von Architekt Hans Konrad Stadler aus Zürich, ausgeführt wurden sie vom einheimischen Zimmermeister Johannes Alder. Über einer offenen Halle, der sogenannten Chäshalle, wo früher ein Wochenmarkt für Milchprodukte abgehalten wurde, erhebt sich ein dreigeschossiger Riegelbau im klassizistischen Stil. Im ersten Stock befanden sich ein Gerichtszimmer und der Ratssaal, in dem von 1828 bis 1877 der Grosse Rat von Appenzell Ausserrhoden und der Gemeinderat von Herisau tagten. Im dritten Stock bestand ein Konfirmandenlehrsaal, der Rest des Hauses war bewohnt. Bis 1868 wurden im Turmzimmer und unter dem Dach auch Gefangene untergebracht.
Ab 1881 dienten die nicht bewohnten Räume im Alten Rathaus als Hauptsitz der Kantonalbank (bis 1902) und als Schulzimmer. 1926 wurden die Fassaden in spätbarocker Art mit Stuckaturen und Rundbogen im Erdgeschoss umgestaltet. Seit 1967 ist das Alte Rathaus ein Museum. Es steht unter Denkmalschutz.

## Sammlung
Die Sammlung des Museums Herisau umfasst mehr als 10'000 Objekte zur ausserrhodischen Kulturgeschichte ab etwa 1370. Im Zentrum steht dabei die bürgerliche, von der Textilindustrie geprägte Lebenswelt von Appenzell Ausserrhoden. Die Sammlung umfasst:
- Staatspolitisches: Waffen, Porträts von Magistraten, Landbüchern, Münzen, Fahnen etc.
- Industrie: Innovative Produkte des 20. Jahrhunderts
- Alltag: Mobiliar, Stickereien, Musikinstrumente, Kochbücher etc.
- Kultur: Gemälde, historische Ansichten, archäologische Funde und Dokumente zu Robert Walser und wertvolle Erstausgaben seiner Werke.

## Dauerausstellung
Das Museum Herisau beleuchtet verschiedene Aspekte der Kulturgeschichte des Kantons Appenzell Ausserrhoden. Es vermittelt Einblicke in Alltag, Politik und Kultur des Kantons aus historischer Perspektive. Die Ausstellung ist auf das 19. und 20. Jahrhundert fokussiert.

### Robert Walser

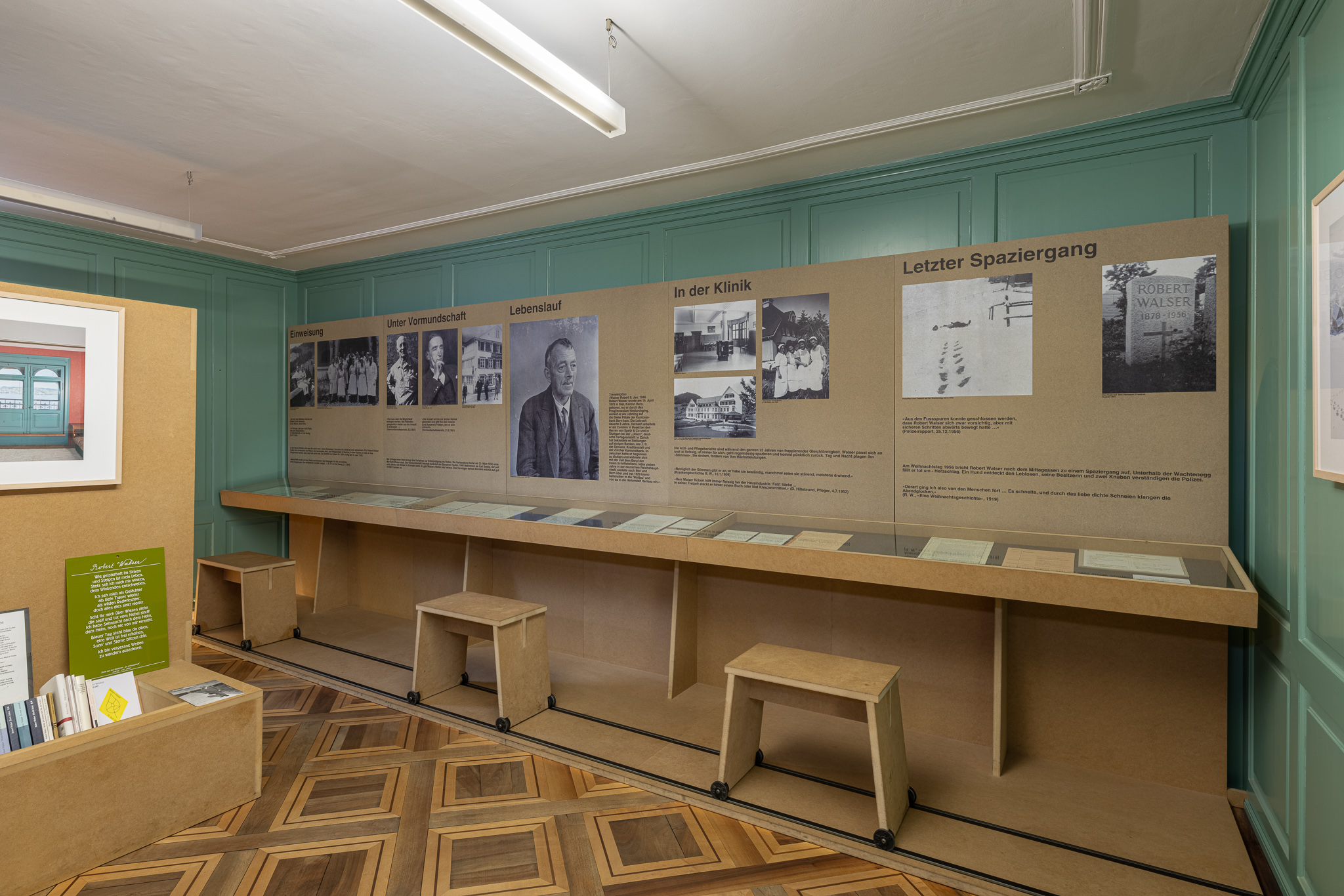
Blick ins Robert-Walser-Zimmer

Der Dichter Robert Walser wurde 1878 in Biel geboren und lebte ab 1933 bis zu seinem Tod 1956 in der Heil- und Pflegeanstalt im Krombach, der heutigen Kantonalen Psychiatrischen Klinik Herisau. Das Robert-Walser-Zimmer im Museum Herisau befasst sich einerseits mit Leben und Werk des Autors, andererseits fokussiert es auf die Herisauer Jahre. Ausgestellt sind neben Erstausgaben und Widmungsexemplaren auch Auszüge aus der Krankenakte der Psychiatrie Herisau und Dokumente der Vormundschaft in Teufen. An einer Hörstation erzählen Menschen aus Herisau, die Walser während seiner Zeit in Herisau gekannt haben, von ihren Erinnerungen.
Die Ausstellung im Museum wird durch den «Robert-Walser-Pfad» ergänzt, einen Spaziergang zu wichtigen Orten aus Walsers Leben in Herisau mit Informationstafeln und Textauszügen. Der Pfad wurde 1986 vom Schriftsteller Peter Morger (1955–2002) angelegt und war der erste Schweizer Literaturweg.

### Grabungsfunde
Im Sommer 1936 legte der Archäologische Arbeitsdienst – ein freiwilliger Arbeitsdienst für arbeitslose Jugendliche – die Burgruine Rosenberg frei, ein Jahr später die Ruine Rosenburg (später auch Ramsenburg genannt). Die Burgruine Urstein wurde 1955 ins Inventar der kommunalen Schutzobjekte übernommen, 1971 bis 1978 fanden dort Notgrabungen statt. Das Museum dokumentiert die drei Anlagen mit Fotos und Skizzen und zeigt archäologische Funde wie Gürtelschnallen, Werkzeuge oder Knochen.

### Leben und Wohnen
Zur Appenzeller Wohnkultur zeigt das Museum diverse bemalte Möbel wie zum Beispiel Schränke aus verschiedenen Epochen, ein Bett, Kommoden und zeitgenössische Kleidung. Dazu gehören auch historische Spielsachen, eine Schulstube aus dem 19. Jahrhundert mit einem Relief des Kantons und Osterschriften (Examensarbeiten in Schönschrift von Schülern). Unter den biografischen Zeugnissen vom Leben bis zum Tod ist das Tagebuch einer Hebamme bemerkenswert. Zu sehen sind ausserdem diverse Appenzeller Holzräderuhren.
Einen eigenen Raum nimmt die Musik ein, mit einer Toggenburger Hausorgel, einem Schellenbaum, diversen Blasinstrumenten und Fotos und Schriften zu Musikgesellschaften.

### Wirtschaft

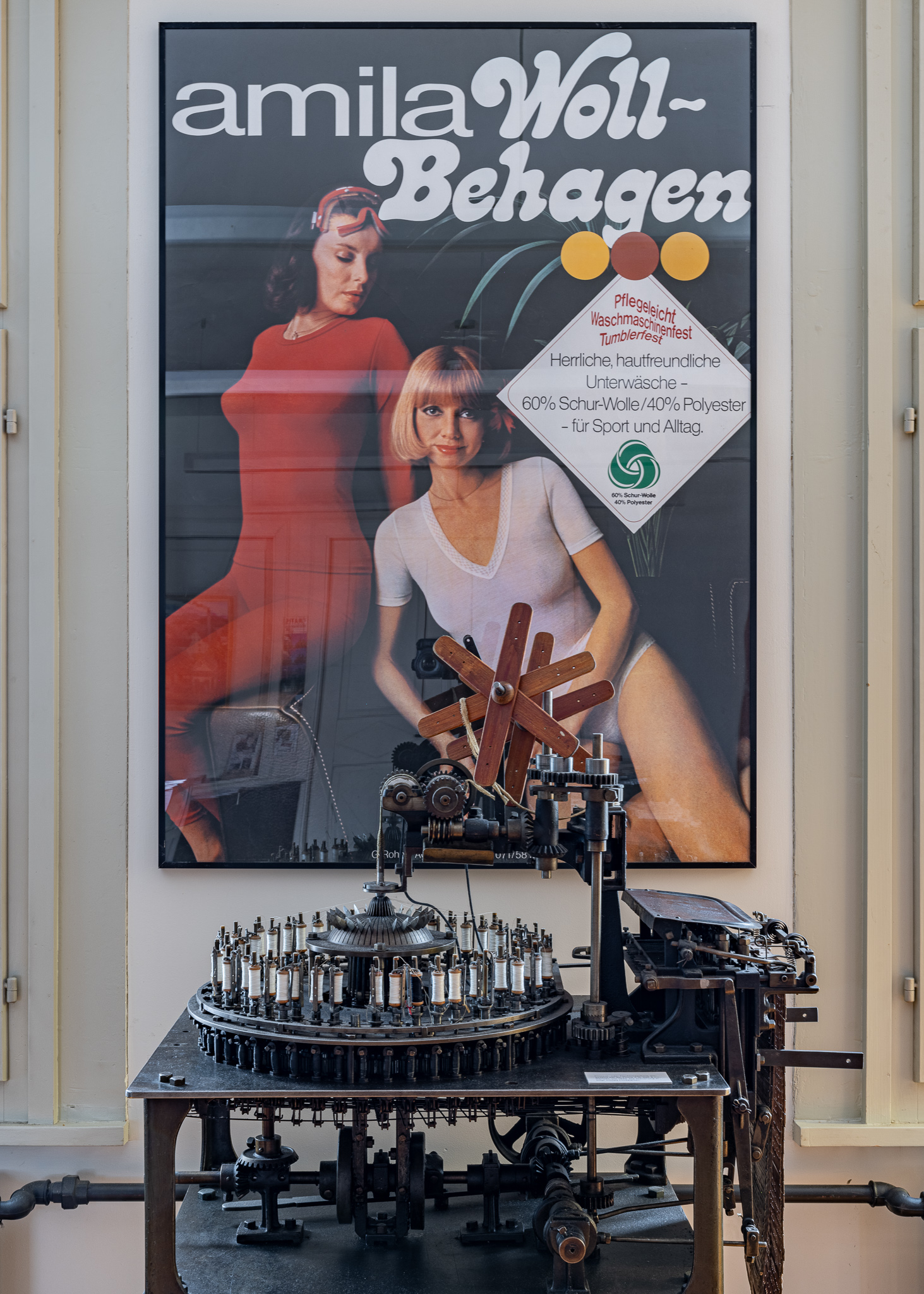
Strickmaschine für feine Wäsche

Eine herausragende Rolle spielt in Appenzell Ausserrhoden die Textilindustrie (vgl. Textilindustrie in der Ostschweiz). Die Rideaux-Stickerei war noch Handarbeit, gezeigt wird aber auch die spätere Fabrikarbeit: Dokumentiert werden die Textilveredelung, Produkte von Nylonstrümpfen bis zur Funktionsunterwäsche und die Anfänge der Arbeiterbewegung.
Zur Wirtschaftsgeschichte von Appenzell gehören ebenfalls die zahlreichen Mühlen an den Wasserläufen durch den Kanton, der Verkehr vom Saumpferd bis zum ersten Auto oder ein Messingschild, das die zahlreichen Handwerke in Herisau abbildet. Raum gegeben wird auch dem medizinhistorischen Bereich mit der Apotheke eines Naturheilpraktikers, den Entwicklungen für den Kurtourismus und mit einem Seitenblick auf Kropfprophylaxe sowie auf das Ehepaar Olga und Hermann Rorschach, die Erfinder des Rorschachtests.

### Aussenstelle Schwänberg
Das Museum Herisau betreibt eine Aussenstelle im Alten Rathaus im Weiler Schwänberg. Dieser wurde 821 erstmals urkundlich erwähnt und ist damit der älteste bezeugte Ort im Appenzellerland. Das geschichtsträchtige Haus kann besichtigt werden. Ausgestellt sind Dokumente zur Geschichte des Weilers und ein Plattstichwebstuhl.

## Sonderausstellungen
Das Museum Herisau richtet pro Jahr eine Sonderausstellung ein. 2023 stand diese unter dem Titel «Strassen und Brücken – Quer durchs Land» und thematisierte die verkehrstechnische Erschliessung des Appenzellerlands. In der Topographie mit den tief eingeschnittenen Bachtobeln waren schon für die Saumpfade die Brücken die eigentlichen Schlüsselstellen. Für den Bau der Mittellandstrasse ab 1850 wurden neue, hohe Betonbrücken erstellt, und es entstand erstmals eine zusammenhängende Verbindung durch den ganzen Kanton. Die Ausstellung zeigte auf, wie die Erschliessung die Entwicklung der Dörfer geprägt hat.
Die Themen der letzten Sonderausstellungen waren: «Grigoletti – Tanner – Zülle: Malen in der Krisenzeit» (2022) über drei Einheimische, die in der Wirtschaftskrise des frühen 20. Jahrhunderts ihren künstlerischen Weg suchten; «Ääs go züche – Wirtshäuser im Appenzellerland» (2021) über die Entwicklung der Wirtshäuser seit 1800; «Karl und Robert Walser: Arbeits- und Lebensorte» (2020) mit Fotografien von Dominique Uldry.

## Spezielle Exponate
- Verkehrte Welt: Der Schrank der Jungfer Anna Barbara Erbar von 1819 zeigt in den Türfüllungen eine Szene mit Prinz und Prinzessin und kontrastiert diese mit einem Blick in eine Appenzeller Bauernstube, in der die Männer gemütlich rauchen, während die Frauen arbeiten. In den Vignetten und Texten rechts und links ist der Topos der verkehrten Welt dargestellt wie zum Beispiel eine Frau, die zur Landsgemeinde geht, oder der Knecht, der auf dem Pferd reitet, während der Herr zu Fuss geht.
- Phonograph von Thomas Edison: Dies ist einer der ersten Apparate, die Tonkonserven von einer gravierten Walze abspielen konnten. An der Realisierung der Erfindung von Edison war der Ausserrhoder Waisenknabe John (eigentlich Johann Heinrich) Krüsi (1843–1899), der in die USA emigriert war, wesentlich beteiligt.
- Blechdose für «Schneider's Nervennahrung»: Das Präparat wurde im Pharmazeutischen Laboratorium in Niederteufen hergestellt und pries sich als «ideales Kraft- und Nährmittel für Alt und Jung, Nervöse, Blutarme, angestrengt Arbeitende, Rekonvaleszente, Schwächliche Kinder und für Frauen in den Wechseljahren» an. Die Dose ist ein Zeugnis für die Tradition der Naturärzte im Kanton.

## Bilder

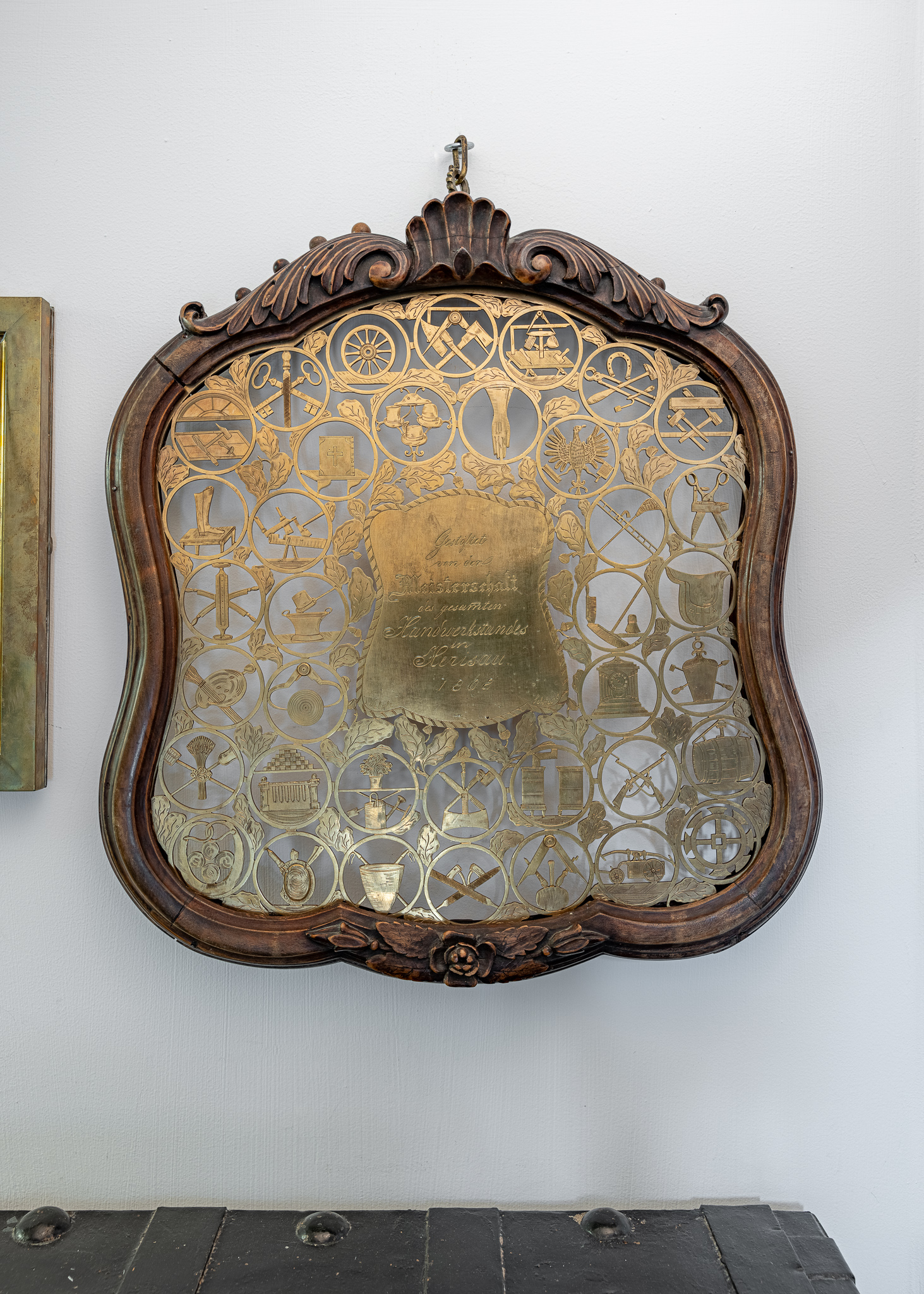
Schild mit der Darstellung aller Handwerke in Herisau von 1868
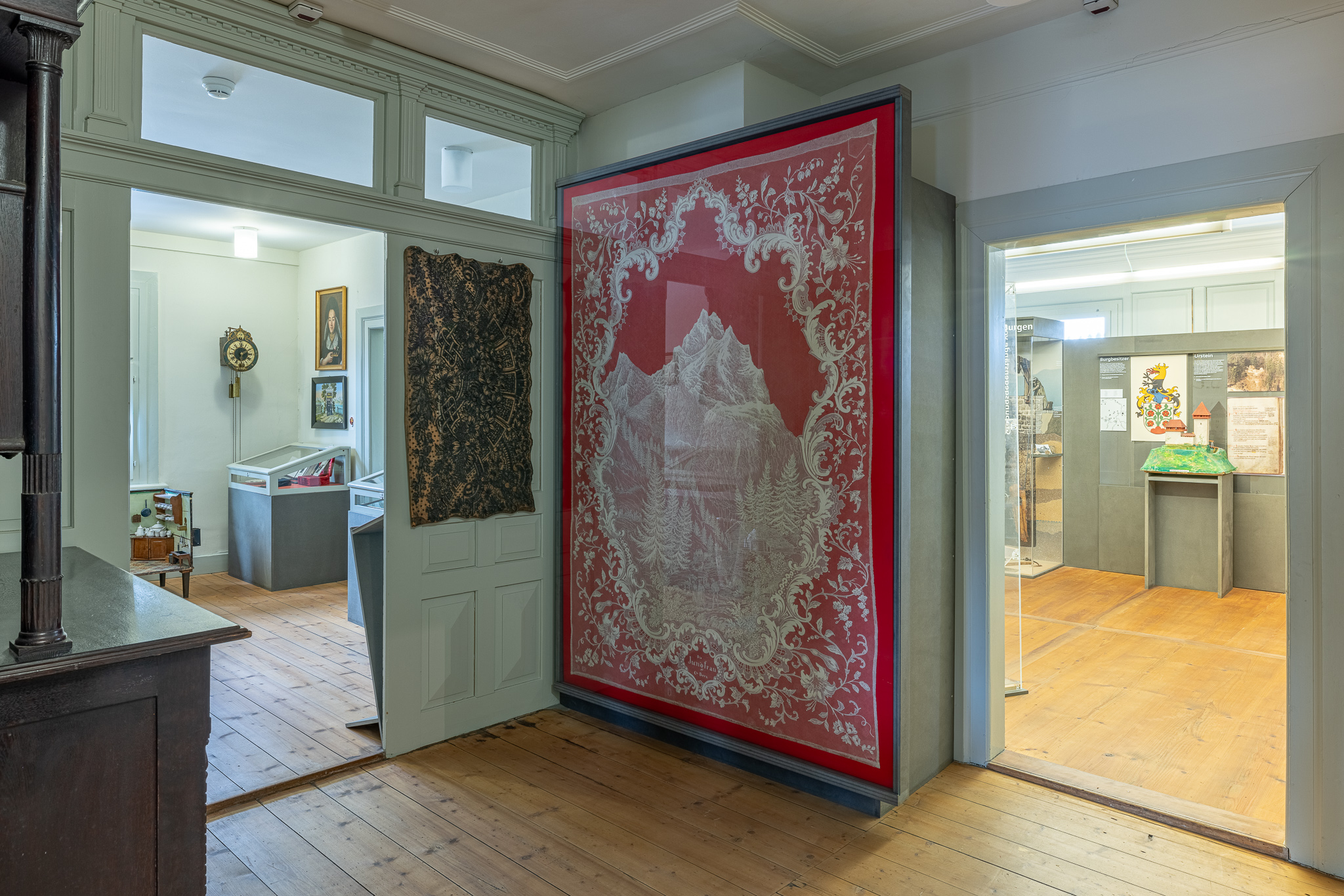
Aufwendige Rideaux-Stickerei
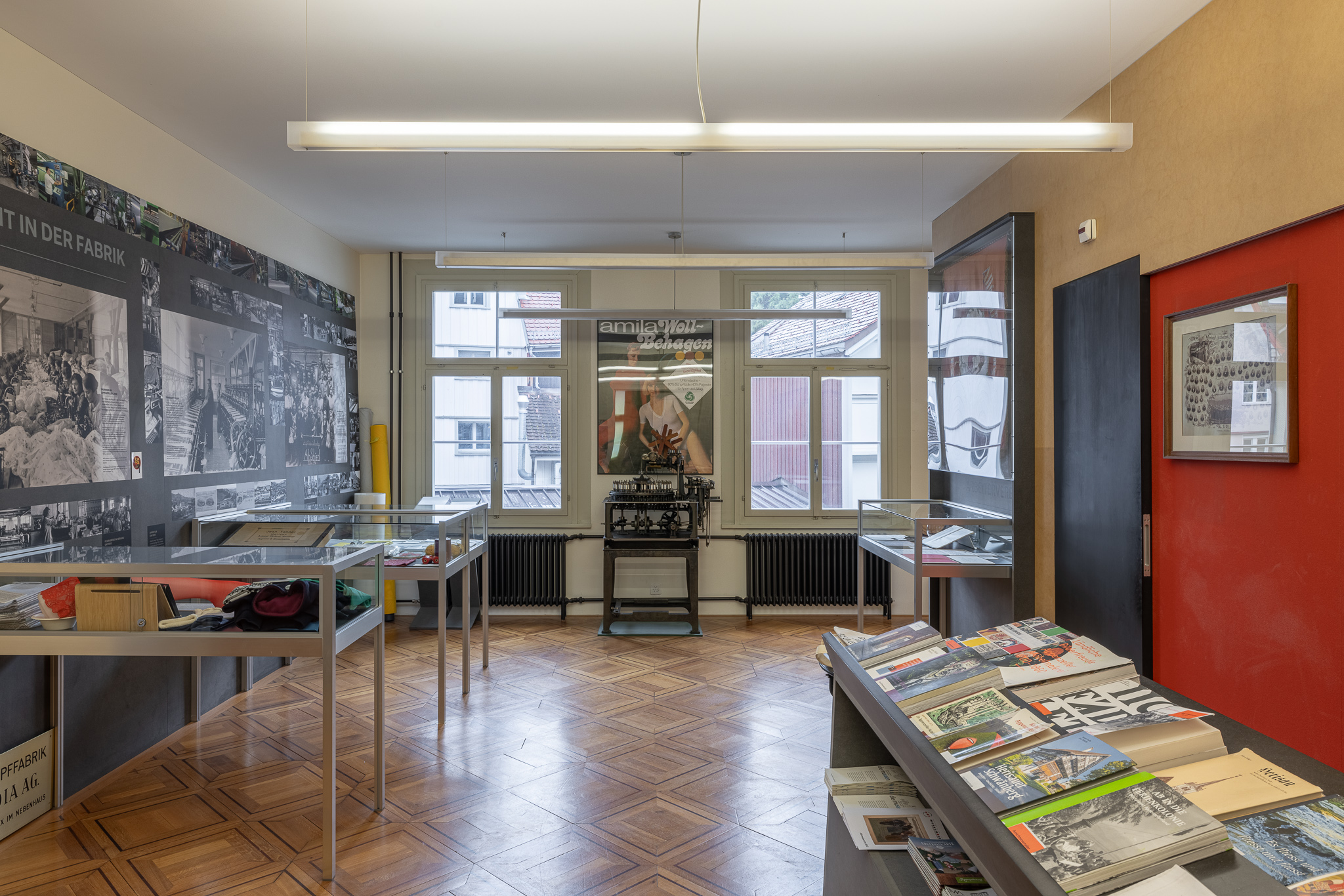
Zeugnisse der frühen Industrialisierung im Foyer

## Weitere Angebote
Das Museum bietet Führungen im Haus selber, im Zentrum von Herisau, im Weiler Schwänberg und zu ausgewählten Themen wie Robert Walser, Frauenleben oder Industrieort an. Kinder können das Museum auf einem speziellen Rundgang mit «Vera und Tim» entdecken. Sie erhalten einen eigenen Museumsführer mit Quizfragen zu bestimmten Exponaten und finden so am Schluss ein Lösungswort. Für Schulklassen gibt es museumspädagogische Werkstattangebote.
Im Museum sind ausgewählte Exponate mit einem QR-Code versehen, über den man zusätzliche Informationen abrufen kann. Zum Beispiel kann der Phonograph von Thomas Edison virtuell in Betrieb gesetzt werden, oder zum Verlobungsring von Mina Engler wird ein Auszug aus ihrem Tagebuch vorgelesen.
Der Robert-Walser-Pfad führt auf gut sieben Kilometern vom Robert-Walser-Brunnen im Zentrum zur Psychiatrischen Klinik, zum Todesort am Rosenberg, zur Grabstätte auf dem Friedhof und zurück zum Robert-Walser-Zimmer im Museum Herisau. Entlang des Wegs wird mit Informationstafeln und Zitaten Einblick in Robert Walsers Leben und Werk gegeben.
Actionbound «Herisäuli» ist eine digitale Schatzsuche in und um Herisau. Die knapp sieben Kilometer lange Strecke führt zu zwölf Stationen mit Quizfragen, die allerlei Wissenswertes zur Geschichte des Orts vermitteln. Das Angebot richtet sich an Familien und Schulklassen mit Kindern bis zu zwölf Jahren. Entlang der Strecke gibt es auch zwei Grillstellen. Geocaching ist eine GPS-Schnitzeljagd, die sich eher an Jugendliche und Erwachsene richtet. Das Museum hat in und um Herisau zehn Geocaches installiert, die mit Hilfe von Landkarten und einer App gefunden werden können. Die Spur führt entlang des Robert-Walser-Pfads und vermittelt an den Posten auch Wissen zum Dichter.

## Trägerschaft
Trägerverein des Museums Herisau ist der «Historische Verein Herisau und Umgebung». Sein Zweck ist die Erforschung und Vermittlung der Geschichte der Gemeinde Herisau und der Kulturgeschichte des Kantons Appenzell Ausserrhoden. Vereinspräsidentin ist Ingrid Brühwiler.